# Red Auerbach
Arnold Jacob «Red» Auerbach (Brooklyn, Nueva York, 20 de septiembre de 1917-Washington D. C., 28 de octubre de 2006) fue un prestigioso e influyente entrenador de baloncesto estadounidense que dirigió equipos NBA durante 20 temporadas. Tras su retirada de los banquillos, trabajó como presidente y ejecutivo de los Celtics hasta su muerte. 
Como entrenador, ganó 938 partidos (récord a su retirada) y nueve campeonatos de la NBA, dos menos que Phil Jackson. Como mánager general y presidente de los Celtics, ganó siete títulos más, para un total de 16 en 29 años, siendo una de las personalidades más exitosas en la historia del deporte norteamericano profesional.
Más allá de los títulos, Auerbach es recordado como un pionero del baloncesto moderno, redefiniendo este deporte como un deporte dominado por el juego en equipo y la buena defensa más que por el trabajo individual, además de introducir el contraataque como una potente arma ofensiva. Entrenó a muchos jugadores que posteriormente ingresarían en el Basketball Hall of Fame, pero, más importante, Auerbach fue vital en el derribo de las barreras raciales en la NBA. Hizo historia al seleccionar en el Draft al primer jugador afrodescendiente de la NBA, Chuck Cooper, en 1950, y 14 años más tarde introdujo el primer quinteto totalmente negro de la historia. Auerbach hizo popular su costumbre de fumarse puros de la victoria cuando pensaba que el partido estaba decidido, un hábito que se hizo de culto en Boston.
Por sus logros, Auerbach recibió multitud de honores. En 1967, el Entrenador del Año de la NBA, premio que ganó en 1965, fue nombrado como "Trofeo Red Auerbach", y dos años más tarde fue incluido en el Basketball Hall of Fame. En 1981 fue elegido Ejecutivo del Año, además de ser elegido posteriormente como uno de los 15 mejores entrenadores de la historia de la NBA (1996) y en 1985 ser retirada la camiseta de los Celtics con el dorsal 2 en su honor. En 2022 fue incluido en Los 15 mejores entrenadores de la historia de la NBA.

## Trayectoria

### Primeros años
Arnold Jacob Auerbach nació en Brooklyn, Nueva York. Hyman Auerbach, su padre, era un judío ruso inmigrante de Minsk, mientras que su madre Marie nació en Estados Unidos. El pequeño Arnold pasó su infancia en Williamsburgh, Brooklyn, jugando al baloncesto. Debido a su pelirrojo cabello y a su ardiente carácter, Arnold se ganó el apodo de «Red». En medio de la Gran Depresión, Auerbach jugó al baloncesto en PS 122 y en el Eastern District High School, pero por su escasa altura y el asma que padecía, nunca llegó a ser un exitoso baloncestista. Su único logro fue ser incluido en el segundo mejor equipo de Brooklyn por el World-Telegram en su año sénior. Tras graduarse en 1935, Auerbach planeó convertirse en entrenador de baloncesto, y tras varios rechazos por sus bajos resultados académicos, Bill Reinhart del George Washington College (ahora Universidad George Washington) aceptó a Auerbach en su programa de baloncesto en Washington D. C. Auerbach se convirtió en un destacado jugador y se licenció en 1941. En aquellos años fue cuando comprendió la importancia del contraataque como potente jugada ofensiva.

### Inicios como entrenador (1941-50)
En 1941, Auerbach se inició como entrenador en el St. Albans School y en Roosevelt High School. Dos años más tarde, se unió a la Armada de los Estados Unidos para los tres siguientes años, donde dirigió al equipo de baloncesto de la Armada en Norfolk. Posteriormente entrenó durante dos años a un equipo de baloncesto formado por jugadores de Washington Redskins de fútbol americano. Este equipo jugaba en la Uline Arena, un pabellón propiedad del millonario de Washington Mike Uline, y cuando este creó su propio equipo Auerbach le solicitó el puesto de entrenador para Washington Capitols de la recién fundada Basketball Association of America (BAA), la liga predecesora de la NBA.
En la Temporada 1946-47 de la BAA, Auerbach lideró a unos ofensivos Capitols, contando con la estrella Bones McKinney y varios jugadores procedentes de la Armada. El equipo logró un balance de 49 victorias y 11 derrotas, incluyendo una racha de 17 partidos consecutivos vencidos, récord de la liga hasta 1969. En playoffs, sin embargo, cayeron eliminados en seis partidos ante Chicago Stags.
Al año siguiente, los Capitols cosecharon un 28-20, pero fueron apeados de nuevo en playoffs por los Stags. En la temporada 1948-49, los Capitols ganaron los primeros 15 partidos (récord de la liga aún vigente), finalizando la campaña con un positivo 38-22. El equipo llegó a las Finales, cayendo contra unos Minneapolis Lakers liderados por el pívot George Mikan. En la siguiente temporada, las ligas rivales BAA y NBL se unieron para formar la NBA, por lo que Auerbach sentía que debía reconstruir su equipo. Sin embargo, el propietario Uline declinó sus proposiciones y Auerbach dejó el equipo.
Red Auerbach recibió una extraña oferta para convertirse en entrenador asistente en Duke. Aunque nominalmente su puesto sería ese, la realidad era que el entrenador principal, Gerry Gerard, estaba enfermo de cáncer y sabían que tendría que ser sustituido repentinamente en breve plazo. Red Auerbach aceptó el puesto, pero pronto se sintió muy incómodo ya que prácticamente su misión consistía en esperar hasta que el entrenador titular empeorara de su enfermedad. Fue entonces cuando Ben Kerner, propietario de Tri-Cities Blackhawks, se interesó por sus servicios. Con el consentimiento del propietario para reconstruir el equipo, Auerbach firmó y en un plazo de seis semanas intercambió a una docena de jugadores, dando una cara completamente nueva a la plantilla. A pesar de la renovación, los Blackhawks finalizaron la temporada regular con un balance de 28-29, siendo ésta la única campaña con balance negativo en la carrera de Red. Cuando Kerner traspasó a John Mahnken, un enojado Auerbach dimitió de nuevo, ya que Red había rechazado el traspaso y el propietario había actuado a sus espaldas.

### Boston Celtics (1950-2006)

#### Comienzos (1950-56)
Antes de la temporada 1950-51, Auerbach fichó por Boston Celtics. El propietario Walter Brown estaba desesperado debido a los problemas deportivos y financieros por los que pasaba la franquicia, por lo que encontró en el joven pero a la vez experimentado Auerbach la solución a sus problemas. En el Draft de 1950, Red realizó varios movimientos. Primero, no seleccionó al base Bob Cousy, futuro Hall of Fame, enfureciendo a la afición de Boston. Argumentó que el espectacular base era demasiado "cabeza loca" como para formar parte de su equipo. Segundo, seleccionó al afrodescendiente Chuck Cooper, convirtiéndose en el primer jugador negro en ser drafteado por un equipo de la NBA. Con ello, Red derribó la barrera racial en el baloncesto profesional.
Aquel año, el estandarte de los Celtics era el pívot Ed Macauley, además del viejo conocido McKinney y la inverosímil incorporación de Cousy. El base rechazó jugar con el equipo que le seleccionó en el Draft (irónicamente, el antiguo equipo de Auerbach, los Blackhawks), y debido a que su siguiente equipo (los Stags) le cortó al poco tiempo de ser fichado, finalmente terminó en los Celtics. Con las tácticas de Auerbach enfocadas en el contraataque, los de Boston consiguieron un balance de 39-30, pero cayeron en los playoffs ante New York Knicks. Sin embargo, la relación entre Cousy y el entrenador mejoró cuando este vio que "Houdini of the Hardwood", como cariñosamente era conocido, se convirtió en el primer gran base de la NBA.
En la temporada 1951-52, Auerbach seleccionó a Bill Sharman, futuro Hall of Fame. Con el anotador Macauley, el espectacular asistente Cousy y el nuevo prodigio Sharman, Auerbach formó la base de los míticos Celtics. Otros notables jugadores que se incorporaron este año fueron Frank Ramsey y Jim Loscutoff. En los siguientes años hasta 1956, los Celtics llegaron siempre a playoffs, pero no lograron el título. El balance en postemporada de los Celtics desde 1951 hasta 1956 fue de 10-17. Como Cosuy dijo: «Estamos cansados al final y no tenemos el balón». A pesar del gran talento ofensivo del equipo, la falta de una fuerte defensa impedía al equipo optar al campeonato, por lo que Auerbach buscó un hombre alto que pudiera rebotar con facilidad, iniciar contraataques y solucionar partidos.

#### La dinastía (1956-67)
- Anexo:Entrenadores campeones de la NBA

Previo al Draft de 1956, Red ya había puesto sus ojos sobre el defensivo y a la vez reboteador pívot Bill Russell, al que consiguió vía traspaso el mismo día del Draft, enviando a Macauley y al rookie Cliff Hagan a St. Louis Hawks, equipo que seleccionó a Russell. En dicho día, Auerbach seleccionó a Tom Heinsohn y K. C. Jones, otros dos futuros Hall of Famers. Auerbach hizo hincapié en la defensa por encima de las acciones individuales y el juego ofensivo, decisión que posteriormente le daría sus frutos.
Liderados por el incondicional Russell, los Celtics obligaban a los rivales a forzar lanzamientos por lo que sus porcentajes siempre eran bajos, recogiendo Russell los tiros errados, pasando el balón a Cousy o iniciando él mismo el contraataque, proporcionando fáciles balones a sus compañeros para finalizar con un mate o bandeja. Esta jugada fue repetida en incontables ocasiones por los Celtics de Auerbach. Frank Ramsey y John Havlicek también aportaban, convirtiéndose este último en uno de los mejores sexto hombre de la historia de la NBA, un rol con el que más tarde Don Nelson tendría semejante éxito. Desde 1956 hasta 1966, los Celtics ganaron nueve campeonatos en diez años, incluyendo ocho de ellos de manera consecutiva (mayor racha en la historia del deporte norteamericano). En seis de aquellas Finales derrotaron a Los Angeles Lakers liderados por los Hall of Famers Elgin Baylor y Jerry West.
Debido al énfasis que Auerbach hacía sobre la defensa y el trabajo en equipo, sus plantillas nunca tuvieron un anotador puro; en la temporada 1960-61 por ejemplo, los Celtics tuvieron seis jugadores entre los 15 y 21 puntos de promedio por partido, pero ninguno aparecía entre los 10 primeros anotadores de la liga. Auerbach también derribó las barreras raciales en 1964, poniendo en liza al primer quinteto formado íntegramente por jugadores afroamericanos, siendo Russell, Willie Naulls, Tom Sanders, Sam Jones y K. C. Jones. Pero Auerbach llegaría más lejos en la temporada 1966-67, cuando cedió el puesto de entrenador a Russell tras ganar nueve anillos en once años. Red también hizo famosa su costumbre de fumarse un puro de la victoria cuando pensaba que el encuentro estaba decidido, un hábito que se hizo de culto en Boston. Además, debido a su carácter feroz y su reputación de competidor ganada a pulso, a menudo entraba en altercados verbales con árbitros, recibiendo más multas y siendo más veces expulsado del partido que cualquier otro entrenador en la historia de la liga.
En general, Auerbach entrenó a nueve plantillas campeonas, dirigiendo y haciendo de mentor de cuatro jugadores, Russell, Sharman, Heinsohn y K. C. Jones, quienes ganarían siete campeonatos adicionales como entrenadores (dos para Russell, Heinsohn y Jones, todos ellos con los Celtics, y uno para Sharman con los Lakers). Nueve jugadores a los que Auerbach entrenó posteriormente ingresaron en el Basketball Hall of Fame; Ramsey, Cousy, Sharman, Heinsohn, Russell, K. C. Jones, Havlicek, Sam Jones y Bailey Howell. A pesar de que Don Nelson solo fue entrenado por Red en su último año, su influencia es profunda; Nelson más tarde se uniría a Red como uno de los 10 mejores entrenadores de la historia de la NBA. Sharman se convirtió en una de las tres personas en ser incluido en el Basketball Hall of Fame por sus logros como jugador y entrenador.

#### General Manager(1967-1984)
Antes de la temporada 1966-67, Auerbach anunció su retirada de los banquillos y nombró a Russell su sucesor. Russell trabajó como entrenador-jugador y se convirtió en el primer afrodescendiente en dirigir un equipo de la NBA. Mientras su pupilo lideraba a los Celtics a dos anillos en 1968 y 1969, Auerbach estaba ocupado en rejuvenecer la plantilla con astutas elecciones de draft, entre las que destacaron Dave Cowens (futuro Hall of Famer), Jo Jo White, Paul Westphal y Don Chaney. Con su exjugador Tom Heinsohn entrenando a los Celtics y liderado por el antiguo sexto hombre John Havlicek, Boston ganó la División Atlántico desde 1972 hasta 1975 y el campeonato de la NBA en 1974 y 1976. Otras adquisiciones notables por parte de Red fueron el veterano pívot Paul Silas y la exestrella de la ABA Charlie Scott.
Sin embargo, Auerbach no pudo evitar la entrada en crisis de los Celtics a finales de los 70. Cuando Havlicek se retiró en 1978, los Celtics firmaron un balance de 61-103 en dos temporadas. Pero en 1979, la fortuna cambió cuando Auerbach puso sus ojos en el talentoso Larry Bird. A pesar de saber que a Bird le restaba aún un año en la universidad, le seleccionó en el Draft de 1978 y esperó un año hasta que el futuro Hall of Fame se incorporó al equipo. Auerbach enseguida sintió que Bird se convertiría en la piedra angular de la nueva generación de los Celtics.
En 1980, Red hizo otro gran movimiento. Convenció a Golden State Warriors a traspasarle su tercera elección de draft y al pívot Robert Parish a cambio del número uno del draft, Joe Barry Carroll, quien no tendría una carrera demasiado notable. En la tercera posición, Auerbach seleccionó al jugador más talentoso del draft, Kevin McHale, otro futuro Hall of Famer. El trío formado por Parish-McHale-Bird se convirtió en uno de los más exitosos de la historia de la liga. Otros jugadores valiosos aunque de rol más secundario eran M. L. Carr, el veterano base Nate Archibald, Gerald Henderson, y más tarde Dennis Johnson y Danny Ainge, quienes junto con el trío formaron el famoso quinteto de los Celtics de los 80. El entrenador Bill Fitch lideró a los renovados Celtics al título en 1981, y fue otro pupilo de Auerbach, K. C. Jones, quien continuó con el legado y llevó al equipo a otro campeonato en 1984.

#### Presidente y vicepresidente (1984-2006)
En 1984, Auerbach dejó de trabajar como general mánager y se convirtió en el presidente y posteriormente en vicepresidente de la franquicia. El anillo ganado por los Celtics en 1986 significaba el decimosexto en la carrera de Auerbach, un hecho a día de hoy inigualable en la NBA. Sin embargo, en los próximos años, la tragedia llegó a los Celtics. Sintiendo que Bird necesitaba sangre nueva, Red traspasó a Henderson por la elección número 2 del Draft de 1986, escogiendo con ella a la estrella universitaria Len Bias. Pero justamente dos días después, Bias murió a causa de una sobredosis de cocaína. Varios años después, en 1993, el alero de los Celtics Reggie Lewis falleció de repente mientras entrenaba. Su camiseta con el dorsal 35 fue retirada en su honor.
En una entrevista, Auerbach confesó que, a principios de los 90, perdió el interés en dirigir un equipo a alto nivel, por lo que prefería quedarse en un segundo plano y centrarse en sus pasatiempos favoritos, el raquetbol y fumar sus puros. Sin embargo, continuaría como presidente de los Celtics hasta 1997, cuando se convirtió en el vicepresidente de la franquicia hasta 2001, año en el que regresaría a la presidencia hasta el día de su muerte, aunque en sus últimos años su fragilidad y debilidad fueran visibles.

## Vida personal

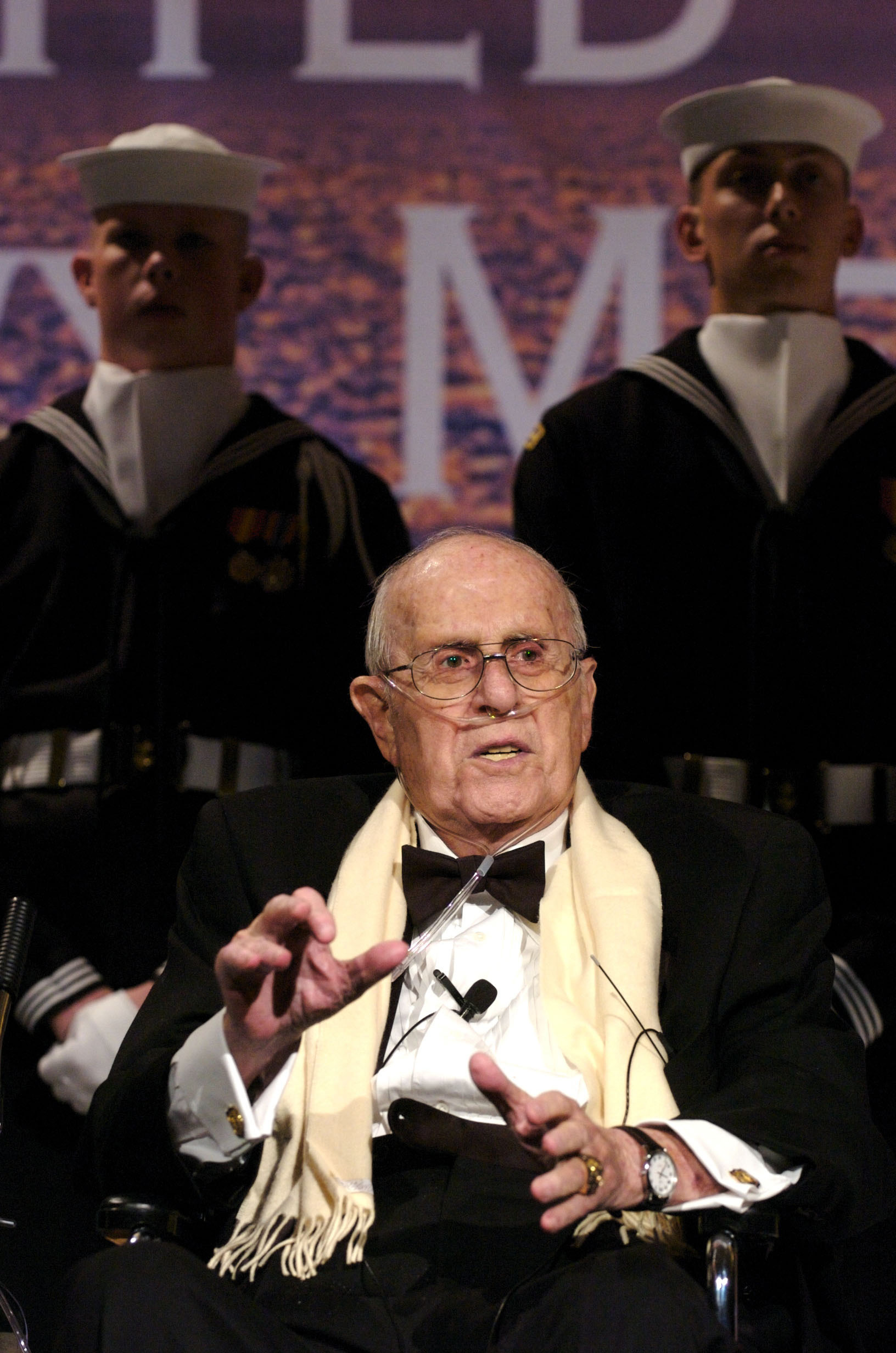
Auerbach en 2006.

Auerbach era hijo de Marie Auerbach y Hyman Auerbach, inmigrante ruso judío. Nativo de Brooklyn, tenía cuatro hermanos, uno de ellos Zang Auerbach (cuatro años menor que Red), un respetado dibujante y retratista del periódico Washington Star. Auerbach se casó con Dorothy Lewis en la primavera de 1941, con la que tuvo dos hijas, Nancy y Rancy.
Auerbach fue conocido por su amor a los puros. Cuando pensaba que el partido estaba decidido, encendía el llamado «cigarro de la victoria», llegando a denegar algunos restaurantes de Boston el fumar «puros o pipa excepto para Red Auerbach». También era un gran apasionado de la comida china. En una entrevista poco antes de su muerte, Auerbach explicaba que la china era la comida más nutritiva desde los años 50, ya que los equipos de la NBA estaban constantemente viajando y tenían un calendario muy apretado, por lo que llenar el estómago de comida no china significaba perder tiempo y arriesgarse a sufrir mareos en el viaje. Con el paso de los años, su amor por este tipo de cocina le hizo ser copropietario de un restaurante chino en Boston.
A pesar de su fuerte carácter, Auerbach fue muy popular entre sus jugadores. Recordó que en su 75.º cumpleaños, 45 de sus exjugadores le felicitaron, mientras que cuando cumplió los 80, Wilt Chamberlain, perenne víctima de la dinastía de los Celtics de los 60, se acordó de él, algo que Auerbach supo apreciar.
En una entrevista a ESPN, Auerbach dijo que el mejor equipo de todos los tiempos en su opinión estaría formado por Bill Russell (quién para él era el mejor jugador de la historia de los Celtics), Bob Pettit, Elgin Baylor, Oscar Robertson y Jerry West, con John Havlicek como sexto hombre. Con respecto a los mejores baloncestistas de la historia, Auerbach citó a Russell, Larry Bird, Magic Johnson, Kareem Abdul-Jabbar, Michael Jordan y Robertson.

### Muerte
El 28 de octubre de 2006, Red Auerbach murió de un ataque al corazón. El comisionado de la liga David Stern dijo, tras conocer su muerte, que "su vacío nunca se llenará", y exjugadores como Bill Russell, K. C. Jones, John Havlicek y Larry Bird, así como contemporáneos como Jerry West, Pat Riley y Wayne Embry, proclamaron de manera universal a Red como una de las mejores personalidades de la historia de la NBA. Auerbach dejó dos hijas, Nancy y Randy, y fue enterrado en el King David Memorial Gardens/National Memorial Park en Falls Church, Virginia, el 31 de octubre de 2006. 
Durante la temporada 2006-07, Red apareció póstumamente en una serie de anuncios de la NBA. El equipo de la MLB Boston Red Sox homenajeó a Auerbach en un partido el 20 de abril de 2007 ante New York Yankees, vistiendo camisetas verdes y colgando réplicas de pancartas de campeonatos de los Celtics en el Fenway Park. Boston ganó 7-6.
Antes del partido ante Washington Wizards que abría la temporada 2006-07, su firma fue oficialmente grabada en la pista, cerca del banquillo local, siendo nombrada la cancha como «Red Auerbach Parquet Floor». A la ceremonia acudió su hija Randy y algunas de las leyendas de los Celtics.

## Legado

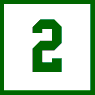
En 1985, Boston Celtics retiró el dorsal 2 en honor a Red Auerbach.

Algunos de los logros cosechados por Auerbach durante su carrera de 20 años como entrenador fueron once títulos de División Este (incluidos nueve consecutivos desde 1957 hasta 1965), once apariciones en las Finales (incluidas diez consecutivas desde 1957 hasta 1966) y nueve campeonatos de la NBA. Con un total de 16 anillos en un periodo de 29 años (1957-1986), Auerbach es la personalidad más exitosa de la historia de la NBA. Fue notable su trabajo a la hora de formar varias generaciones de plantillas campeonas en los Celtics, en especial la primera dinastía de la franquicia con Russell liderando ocho campeonatos consecutivos (1959-1966). Como mánager general, creó dos nuevos y exitosos equipos, primero en los 70 con Dave Cowens a la cabeza y posteriormente en los 80 con Larry Bird de líder.
Además de entrenador fue un gran mentor; varios jugadores dirigidos por Auerbach más tarde se convirtieron en entrenadores de éxito. Russell ganó dos títulos como sucesor de Red, Tom Heinsohn ganó otros dos con los Celtics en la década de los 70, K.C. Jones dos nuevos anillos en los 80 y Bill Sharman uno con los Lakers en 1972. Además, fue uno de los pioneros en dar importancia al rol del sexto hombre, siendo John Havlicek y Don Nelson los ejemplos más claros. Este último, aunque no ha ganado nunca un anillo, sería nombrado posteriormente uno de los 10 mejores entrenadores en la historia de la NBA.
En honor a Auerbach, en 1985 los Celtics retiraron el dorsal 2 con el nombre de "AUERBACH", expresando que es la segunda persona más importante en la historia de la franquicia, por detrás del fundador Walter Brown, en cuyo honor está retirado el dorsal 1 con el nombre de "BROWN".

### Pionero del entrenamiento
En sus inicios como entrenador de baloncesto, Auerbach estaba convencido de que el contraataque, en el que un equipo desplaza rápidamente el balón hacia el campo contrario sin que al rival le dé tiempo a organizar la defensa, era una potente táctica ofensiva. Esta nueva estrategia demostró ser letal para los rivales. Además, Auerbach hizo énfasis en el trabajo en equipo y no en las individualidades, dándole sus frutos en forma de campeonatos. También inventó el concepto de rol del jugador y el sexto hombre, declarando: «Los honores individuales son agradables, pero no ha sido nunca el objetivo de ningún jugador de los Celtics. De hecho, ganamos siete anillos sin colocar a un solo jugador entre los diez mejores anotadores del campeonato. Nuestro orgullo nunca estuvo en las estadísticas».
Auerbach también fue conocido por sus guerras psicológicas, a menudo provocando a jugadores rivales o árbitros con el lenguaje basura. Debido a su fuerte carácter, fue expulsado y sancionado más veces que ningún otro entrenador en la historia de la liga. Con respecto a su equipo, Red era más suave. Earl Lloyd, el primer jugador afrodescendiente en jugar en la NBA, dijo sobre él: «Red Auerbach convencía a sus jugadores de que los amaba […] por lo que todo lo que ellos hacían era para complacerle».

## Libros escritos
Auerbach fue autor de siete libros. El primero, Basketball for the Player, the Fan and Coach, ha sido traducido a siete idiomas, y es el libro de baloncesto más vendido de todos los tiempos. Su segundo libro, coescrito con Paul Sann, fue titulado Winning the Hard Way. También escribió un par de libros con Joe Fitzgerald: Red Auerbach: An Autobiography y Red Auerbach On and Off the Court. En octubre de 1991, publicó M.B.A.: Management by Auerbach, coescrito con Ken Dooley, y en 1991, Seeing Red con Dan Shaughnessy. En octubre de 2004 sacó su último libro, Let Me Tell You A Story, con la colaboración del periodista deportivo John Feinstein.